# 皁保
皁保（1817年—1882年），字蔭方，號潛齋，宁古塔氏，滿洲鑲黃旗人，道光丁酉科举人，乙巳科进士。清朝政治人物、清朝刑部尚書。
曾任理藩院尚書。光緒二年十月癸丑，接替崇實，擔任清朝刑部尚書，后解。由全慶接任，皁保平反杨乃武与小白菜冤狱，名声大噪。兄弟有同治癸亥科进士松齡、瑞龄。